# Revolución radical de 1905
La Revolución radical de 1905 fue una sublevación cívico-militar acontecida en Argentina, organizada por la Unión Cívica Radical y dirigida por Hipólito Yrigoyen contra el gobierno del PAN en reclamo de elecciones libres y democráticas.

## Antecedentes

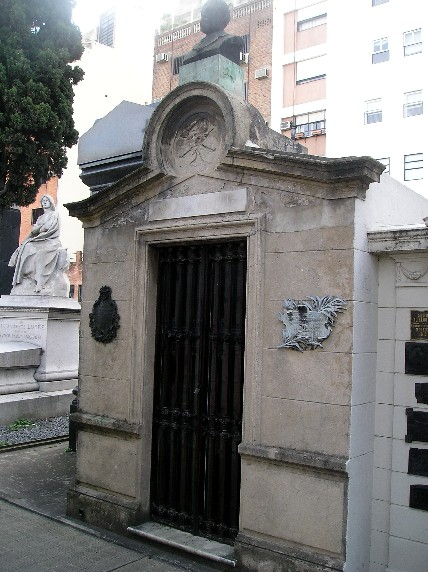
Tumba de Aristóbulo del Valle en el Cementerio de la Recoleta.

Tras las sucesivas derrotas sufridas en las revoluciones de 1890 y 1893 y no habiéndose logrado la transparencia electoral buscada, la Unión Cívica Radical entra en una grave crisis, que se profundiza a partir del año 1896 cuando se produce el suicidio de Leandro N. Alem y la muerte de Aristóbulo del Valle. En 1897 Hipólito Yrigoyen, profundamente en desacuerdo con la orientación acuerdista que le impone Bernardo de Irigoyen, impulsa la disolución del Comité de la UCR de la provincia de Buenos Aires, tras lo cual el radicalismo ingresaría en un período de inorganicidad. 
La disolución de la Unión Cívica Radical determina la formación de un núcleo de elementos radicales que reconocen la jefatura de Hipólito Yrigoyen. Lo constituyen hombres jóvenes, reclutados en la clase media, profesionales, comerciantes, empleados, estancieros de vieja tradición federal, colonos y peones del campo a quienes su jefe supo imponer disciplina y entusiasmo. En este contexto, en 1903 Hipólito Yrigoyen comenzó su  reorganización.
El 29 de febrero de 1904, el recién reorganizado Comité Nacional de la Unión Cívica Radical declara la abstención electoral de todos los radicales de la República en las elecciones de diputados de la Nación, de senador por la capital, electores de presidente y vicepresidente de la Nación y anuncia la lucha armada. 

(...) perseverar en la lucha hasta modificar «radicalmente» esta situación anormal y de fuerza, por los medios que su patriotismo le inspire.

En el gobierno estaba Manuel Quintana, representante del Partido Autonomista Nacional, o sea de los grupos más acaudalados del país.

## Desarrollo del conflicto
El 4 de febrero de 1905, en la Capital Federal, Campo de Mayo, Bahía Blanca, Mendoza, Córdoba y Santa Fe, se produjo el alzamiento armado que se venía preparando, casi con las mismas banderas que en 1890 y 1893. Se proclamó el estado de sitio en todo el país, por noventa días. 
Fue una de las rebeliones más importantes que sufrió la República, por el número de militares comprometidos, las fuerzas vinculadas y la extensión del movimiento. Se había trabajado con mucho sigilo pero, a pesar de eso, el Gobierno estaba avisado de la situación.
En la Capital Federal, las medidas represivas sofocaron en sus comienzos al movimiento. Los revolucionarios fallaron al no poder asegurar el control del arsenal de guerra de Buenos Aires cuando el general Carlos Smith, jefe del Estado Mayor del Ejército desplazó a los soldados yrigoyenistas. Las tropas leales y la policía recuperaron pronto las comisarías tomadas por sorpresa y los cantones revolucionarios. 
En Córdoba los revolucionarios toman prisioneros al vicepresidente José Figueroa Alcorta a quien obligaron a tener una conferencia telegráfica con el presidente Manuel Quintana, solicitándole la renuncia a cambio de su vida, sin embargo el presidente no cedió y la amenaza no fue ejecutada. En la misma redada intentaron detener al expresidente Julio Argentino Roca, quien - avisado de esta circunstancia - logró escapar a Santiago del Estero. En cambio, fueron detenidos su hijo, el diputado Julio Argentino Pascual Roca, y Francisco Julián Beazley, exjefe de policía de Buenos Aires, quien regresaba de actuar como interventor en San Luis. 

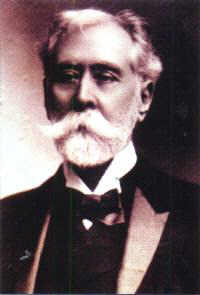
Presidente Manuel Quintana.

En Mendoza los rebeldes se llevan 300 000 pesos del Banco de la Nación y atacan los cuarteles defendidos por el teniente Basilio Pertiné. Las tropas sublevadas en Bahía Blanca y otros lugares ni tuvieron perspectiva, ni hallaron eco en el pueblo. El Presidente Manuel Quintana empleó la misma táctica usada en 1893 para sofocar el movimiento radical; el estado de sitio se convirtió en ley marcial. 
Solo en la provincia de Córdoba y Mendoza continuaron combatiendo hasta el 8 de febrero, sin embargo, las divisiones del Ejército, leales al Gobierno, vencen rápidamente a la revolución de acuerdo con las enérgicas y rápidas órdenes del presidente Quintana. 
Después de los sucesos del mes de febrero, Quintana se dirigió al Congreso y dijo al respecto: «Al recibirme del Gobierno conocía la conspiración que se tramaba en el Ejército y por eso dirigí aquella incitación para se mantuviera extraño a las agitaciones de la política invocando al mismo tiempo el ejemplo de sus antepasados y la gloria de sus armas. Una parte de la oficialidad subalterna no quiso escucharme y ha preferido lanzarse a una aventura que no excusa la inexperiencia ante los deberes inflexibles del soldado».
El gobierno del presidente Manuel Quintana detuvo y mandó enjuiciar a los sublevados, que fueron condenados con penas de hasta 8 años de prisión y enviados al penal de Ushuaia.

## Consecuencias
La represión se llevó a cabo contra los revolucionarios y simultáneamente contra el movimiento obrero y socialista y sus organizaciones, su prensa, etc., aunque ellos no habían tenido ninguna vinculación con el movimiento del 4 de febrero. Por el contrario, el Partido Socialista acordó invitar a la clase obrera a mantenerse alejada de estas rencillas, que eran promovidas por la sed desmedida de mando y mezquinas ambiciones. 
Fueron detenidos centenares de obreros agremiados, la prensa socialista y anarquista fue prohibida, se allanaron los locales de los periódicos La Vanguardia y La Protesta entre otros y los locales sindicales fueron clausurados. El Partido Socialista y las organizaciones obreras, la Unión General de Trabajadores y la Federación Obrera Regional Argentina, pidieron permiso para realizar una manifestación de protesta. El 21 de mayo de 1905 una manifestación compuesta por millares de trabajadores se reunieron en la plaza Constitución y desfilaron desde allí hasta la plaza Lavalle, donde la concentración fue atacada a tiros y sablazos, dejando como saldo dos muertos, veinte heridos y numerosos contusos en la plaza. 
El 11 de agosto de 1905 se produjo un atentado contra Quintana, mientras se dirigía en su carruaje a la Casa de Gobierno, un hombre dispara varias veces contra el presidente sin lograr hacer fuego. El coche siguió su marcha, y los agentes de custodia detuvieron al agresor, que resultó ser un obrero catalán llamado Salvador Planas y Virella, simpatizante anarquista, que actuó por iniciativa propia.
La revolución fue derrotada, pero desencadenaría una corriente de cambio institucional dentro del oficialismo que ya no podría ser detenida. El roquismo se había dividido, y tanto Carlos Pellegrini como Roque Sáenz Peña, principales referentes del nuevo autonomismo, comprendían la necesidad de realizar profundos cambios institucionales si se pretendía contener el creciente conflicto social y político.
En 1906 con la muerte del presidente Quintana y la asunción de su vicepresidente, José Figueroa Alcorta, el Congreso dicta la Ley n.º 4939 de amnistía general a todos los participantes de la revolución de 1905.